# Légykapó
Légykapónak a verébalakúak (Passeriformes) rendjébe sorolt a  légykapófélék (Muscicapidae) családjában a  légykapóformák (Muscicapinae) alcsalád egyes nemeit nevezzük, tehát ez a köznyelvi fogalom nem valamilyen monofiletikus rendszertani csoportot takar.
Jelentősebb nemei a Magyarországon közismert (bár nem okvetlenül itt honos) fajokkal:
- Bradornis nem:
  - marikó légykapó (Bradornis mariquensis)
- Dioptrornis nem:
  - gyűrűsszemű légykapó (Dioptrornis fischeri vagy Melaenornis fischeri)
- A Sigelus nem egyetlen faja:
  - gébicsképű légykapó (Sigelus silens)
- Muscicapa nem:
  - szürke légykapó (Muscicapa striata)
  - barna légykapó (Muscicapa dauurica)
  - natali légykapó (Muscicapa adusta)
  - fehérszemű légykapó (Muscicapa caerulescens)
- Ficedula nem:
  - örvös légykapó (Ficedula albicollis)
  - félörvös légykapó (Ficedula semitorquata)
  - mugikami légykapó (Ficedula mugimaki)
  - fahéjtorkú légykapó (Ficedula strophiata)
  - kis légykapó (Ficedula parva)
  - kormos légykapó (Ficedula hypoleuca)
- A Cyanoptila nem egyetlen faja:
  - éjkék légykapó (Cyanoptila cyanomelana)
- Cyornis nem:
  - azúrkék légykapó (Cyornis ruckii)

Légykapónak nevezik továbbá a Niltava nem egyes fajait is:
- - vöröshasú légykapó (Niltava sundara)